# 1212

## Esdeveniments
- Grans incendis a Londres.
- Batalla de Las Navas de Tolosa (d'Úbeda segons les fonts catalanes) entre cristians i musulmans.
- La croada dels nens, que precedeix la cinquena de les croades.
- Persecució del bogomilisme.
- Fundació de les clarisses, ordre femenina sota el model dels franciscans.

## Necrològiques
- Guillem de Cabestany, trobador
- Robert d'Auxerre, cronista francès.[1]